# Torre de defensa (Son del Pino)
La Torre de les Hores o Torre de Son es una torre medieval situada en el pueblo español de Son del Pino, dentro del antiguo municipio de Son, perteneciente al municipio de Alto Aneu, en la provincia de Lérida (Cataluña).
Se encuentra en el extremo noreste del pueblo, de manera que es lo primero que se encuentra por la carretera que proviene de Esterri de Aneu y Valencia de Areo, cerrando el recinto que aloja la iglesia de San Justo y San Pastor.
Modernamente fue convertida en comunidor. Los dos primeros metros de su base corresponden a una torre románica y tiene un diámetro interior de 3,8 metros, llegando el grosor de las paredes a 1,3 metros. El resto de la torre, de base cuadrada, es posterior, de los últimos años de la Edad Media, o ya de la Edad Moderna.